# Провинција Каи
Кај (јап. 甲斐国) је једна од 66 историјских провинција Јапана, која је постојала од почетка 8. века (закон Таихо из 703. године) до Мејџи реформи у другој половини 19. века. Каи је био континентална провинција, у средњем делу острва Хоншу, у области Токаидо.
Царским декретом од 29. августа 1871. све постојеће провинције замењене су префектурама.Територија Каи-ја одговара данашњој префектури Јаманаши.

## Географија
Кај се граничио са провинцијама Шинано (на северозападу), Суруга (на југозападу), Мусаши и Сагами (на истоку).